# Warcraft III: The Frozen Throne
Warcraft III: The Frozen Throne  est une extension 
du jeu vidéo de stratégie en temps réel (STR)  Warcraft III: Reign of Chaos développé par Blizzard Entertainment. Les versions PC et Macintosh sont publiées en Amérique du Nord par Blizzard Entertainment le 1er juillet 2003 et en Europe par Sierra le 4 juillet 2003. The Frozen Throne  est très bien accueilli par les critiques et connait immédiatement un grand succès commercial avec plus d’un million de copies vendues moins de deux mois après sa sortie. Le jeu est récompensé à plusieurs reprises en 2003 avec notamment les titres de « meilleure extension PC de l’année » et de « meilleur jeu de stratégie sur PC » décerné respectivement par la rédaction et les lecteurs du site GameSpot.
Le scénario de The Frozen Throne  fait suite à celui de Reign of Chaos  et permet au joueur d’incarner successivement les Elfes de la Nuit, l’Alliance puis les Morts-Vivants. L’extension inclut également une campagne bonus dans laquelle le joueur ne contrôle que des héros et qui raconte la suite de la colonisation de Kalimdor par la Horde. Lors de ces deux campagnes, le joueur est amené à découvrir deux nouvelles races, les Nagas et les Draeneï qui ne sont en revanche pas jouables en multijoueur. Chacune des factions du jeu original se voit dotée d’un nouveau héros, de nouvelles unités et d’un nouveau bâtiment permettant d’acheter des objets spécifiques. Un nouveau bâtiment neutre, la taverne, fait également son apparition. Celle-ci donne accès à cinq héros neutre qui peuvent être recruté par n’importe quelle faction. La taverne a ensuite été enrichie par trois autres héros neutres ajoutés au cours des différentes mises à jour.

## Trame

### Univers
The Frozen Throne prend place dans le monde imaginaire de type médiéval-fantastique appelé Azeroth dans lequel se déroule l’action de Warcraft III: Reign of Chaos et des deux premiers opus de la série. L’histoire se déroule peu de temps après les évènements de Warcraft III au cours desquels les Elfes de la Nuit, aidés par les Humains et les Orcs exilés sur Kalimdor, parvenaient à vaincre la légion ardente et à détruire Archimonde.

### Personnages
Au cours des campagnes de The Frozen Throne, le joueur est amené à contrôler successivement des personnages de chacune des quatre races du jeu.
Dans la première partie de la campagne principale, il suit la gardienne Maiev Shadowsong à la poursuite de Illidan Stormrage après que celui-ci a été libéré de sa prison. Dans la deuxième campagne, le joueur suit le prince Kael'thas, commandant des Elfes de Sang, les derniers rescapés Hauts-Elfes de  Lordaeron. Pour sauver son peuple, celui-ci s’allie avec Illidan et les Nagas avec qui il part à la conquête de Draenor. Dans la dernière campagne, le joueur suit  successivement Arthas et Sylvanas Windrunner dans leur lutte contre les démons. Répondant à l’appel du Roi Liche, celui-ci se rend à Northrend ou il combat Illidan Stormrage et ses alliés pour prendre le contrôle du trône de glace.
Dans la campagne bonus, le joueur suit Rexxar, un aventurier qui se met au service de la horde commandée par Thrall. Celui-ci est aidé par le chasseur d'ombre troll Rokhan, par le tauren Cairne Bloodhoof et par le pandaren Chen Stormstout dans sa lutte contre l’amiral Proudmoore qui prévoit d’envahir la nouvelle nation des orcs, Durotar.

### Scénario
Dans la première campagne, le joueur suit l’ancienne gardienne d’Illidan, Maiev Shadowsong, qui poursuit celui-ci. Dans sa chasse, elle croise la route des Nagas, les nouveaux alliés d'Illidan. Maiev poursuit ensuite Illidan sur une île nouvellement formée et découvre qu’il cherche à récupérer un puissant artéfact caché sur l’île, l’Œil de Sargeras. Pour capturer son ancien prisonnier, Maiev fait appel à Malfurion Stormrage et à Tyrande Whisperwind, ensemble ils continuent leur poursuite vers le Royaume de Lordaeron. Maiev et Tyrande viennent en aide à un groupe d’Elfes de Sang combattants les morts-vivants mais cette dernière est emportée par une rivière lors d'une bataille. Avec l’aide de Malfurion, Maiev parvient finalement à capturer Illidan qui révèle souhaiter retrouver l’artefact pour se débarrasser du Roi Liche. Un de ses éclaireurs retrouve alors Tyrande qui se trouve être encerclée par les morts-vivant et les deux frères s’associent pour la sauver. Malfurion pardonne Illidan pour ses actions mais lui rappelle qu’il est toujours exilé et celui-ci s’enfuit sur le monde de Draenor.
Dans la deuxième campagne, le joueur suit la destinée des Elfes de Sang, les derniers Hauts-Elfes, et de leur prince Kael'thas. Ceux-ci luttent contre Garithos, un commandant humain, qui parvient à les capturer après avoir découvert qu’ils étaient aidé par les Nagas. Kael'thas et ses troupes délivrés par Lady Vashj, commandante des Nagas, qui les conduit sur Draenor ou ils rejoignent Illidan. Avec son aide, ils prennent le contrôle de Draenor mais le maître d’Illidan, le démon Kil'jaeden, retrouve celui-ci et s’apprête à le punir pour avoir échoué dans sa tentative de tuer le Roi Liche. Kil'jaeden donne finalement une dernière chance à Illidan qui s’apprête alors à lancer l’assaut contre le trône de glace pour en finir définitivement avec Ner'zhul.
Dans la dernière campagne, le joueur contrôle successivement deux factions de morts-vivants commandées respectivement par Arthas, toujours loyal au Roi Liche, et par Sylvanas Windrunner, devenu indépendante. Après avoir débarrassé Lordaeron des derniers rescapés de l’Alliance, Arthas se prépare à rejoindre Northrend mais les Seigneurs de l’Effroi, commandants de la Légion Ardente, lui tendent un piège. Arthas parvient cependant à s’enfuir et est conduit en sécurité par un groupe de banshee mais est attaqué par Sylvanas Windrunner qui cherche à se venger. Grâce à l’aide de Kel'Thuzad, Arthas parvient à repousser les troupes de Sylvanas et peut finalement partir pour Northrend. Là-bas, Arthas découvre qu’il doit protéger le trône de glace du Roi Liche contre les assauts d’Illidan et de ses alliés. Pour cela, Arthas est d’abord aidé par le seigneur des cryptes Anub'arak, un ancien roi, et recrute le dragon Sapphiron of the Blue Dragonflight. Après avoir traversé l’antique cité souterraine d’Azjol-Nerub, Arthas arrive finalement au trône de glace et parvient à vaincre les armées d’Illidan. Il libère alors Ner'zhul de sa prison et devient le nouveau roi liche. Pendant ce temps à Lordaeron, Sylvanas et ses troupes parviennent à défaire les Seigneurs de l’Effroi et à prendre le contrôle du royaume.
Dans la campagne bonus, le joueur contrôle le belluaire Rexxar. Admirant l’art de la guerre des orcs, celui-ci se met à leurs services pour les aider à défendre leur nouvelle patrie, Durotar. Aidé par le chasseur des ombres Rokhan et par le tauren Cairne Bloodhoof, il parvient à éliminer certains ennemis des orcs avant de découvrir que les forces de l’Alliance, dirigées par l’amiral Daelin Proudmoore, projettent d’envahir Durotar. Mené par Rexxar et avec l’aide de Jaina Proudmoore, les orcs contre-attaquent et parviennent à éliminer l’amiral.

## Système de jeu
Plusieurs nouvelles factions font leur apparition au cours des campagnes The Frozen Throne. Ainsi, les  Elfes de Sang remplacent les Hauts-Elfes au sein de l’Alliance et le joueur est amené à affronter deux factions non jouables : les Nagas et les Draeneï. Pour les combattre, chaque faction se voit dotée de nouvelles unités, disponible aussi bien dans la campagne qu’en mode multijoueur, et certaines unités existantes gagnent de nouvelles capacités. De nouveaux héros font également leur apparition puisque chaque faction dispose d’un héros supplémentaire et peut recruter des héros mercenaires dans un nouveau bâtiment neutre. Chaque faction dispose aussi d’un nouveau bâtiment qui permet d’acheter des objets et de nouveaux bâtiments défensifs font leur apparition pour aider les joueurs à repousser les rushs de héros, une stratégie populaire de Warcraft III. La campagne permet aussi de découvrir trois nouveaux environnements peuplés de nouvelles unités neutres et les combats navals font leur retour dans certaines missions.
L’extension introduit également de nombreux ajustements à l’équilibre du jeu et à l’interface. De nombreux bâtiments et unités voient leur coût réduit, ce qui permet aux joueurs de disposer de troupes plus rapidement en début de partie. Le système d’entretien est également ajusté pour permettre aux joueurs de disposer de plus de troupes avant de subir des pénalités sur ses revenus. La limite de population maximale est aussi légèrement relevée. Enfin, le système qui détermine l’efficacité des différents types d’armes contre les différents types d’armures est en partie revu pour améliorer l’équilibre entre les unités de mêlée, les unités de tir et les lanceurs de sorts.
En mode escarmouche contre l’ordinateur, plusieurs niveaux de difficulté ont été ajoutés à l’intelligence artificielle.

### Nouvelles unités
Deux nouvelles unités sont attribuées à chaque faction dans The Frozen Throne. Certaines d’entre elles sont conçues pour diminuer l’efficacité de certaines stratégies du jeu original, notamment celles basés sur les lanceurs de sorts. C’est le cas par exemple des briseurs de sorts de l’Alliance qui peuvent transférer l’effet d’un sort d’une unité à une autre pour retourner celui-ci contre son adversaire. Chaque faction se voit également dotée d’une nouvelle unité volante comme les chevaucheurs de dragon-faucon Elfes de Sang qui peuvent capturer une unité volante à l’aide d’un filet magique. En marge des nouvelles troupes, certaines unités déjà présente dans Reign of Chaos subissent des modifications et gagnent de nouvelles capacités. C’est par exemple le cas des trolls chasseurs de têtes de la Horde qui peuvent être amélioré en berserker pour obtenir une nouvelles capacité leur permettant de tirer plus vite au détriment de leur résistance.

### Nouveaux héros
Chaque faction se voit doté d’un héros supplémentaire, contribuant à rendre le jeu plus profond et plus complexe de façon à améliorer l’équilibre entre les races. L’Alliance se voit ainsi renforcée par l’arrivée d’un héros Elfe de Sang, le mage de sang, qui dispose d’un puissant sort de zone. La Horde se voit attribuer un héros troll, le chasseur d’ombre, qui peut soigner ses alliés et invoquer des totems. Les Elfes de la Nuit se voient dotés de la gardienne, un héros rapide adapté pour harceler l’ennemi, et les Morts-Vivants du seigneur des cryptes, un héros très résistant pouvant assommer un groupe d’unité se trouvant devant lui. En plus du marchand gobelin, un bâtiment neutre déjà présent dans Reign of Chaos, chaque faction peut construire sa propre boutique dans laquelle les héros peuvent acheter des objets. En plus de potions et de parchemins, elles permettent d’accéder à des objets spécifiques à chaque race comme les tours d’ivoires de l’Alliance qui permettent au héros de transporter des tours en kit qui se construisent toutes seules.
Chacune des factions peut également recruter des héros mercenaires dans un nouveau bâtiment neutre, la taverne. Cinq héros additionnels sont ainsi disponibles incluant le belluaire, un héros spécialisé dans les invocations d’animaux, ou le pandaren, un puissant héros pouvant cracher du feu,. Des héros neutres supplémentaires sont ensuite ajoutés dans la taverne par l’intermédiaire de patch, portant ainsi leur nombre à huit.

## Versions et modifications

### Versions
La version standard de l'extension est publiée le 1er juillet 2003 aux États-Unis et le 4 juillet en Europe. Plusieurs mises à jour sont ensuite publiées par Blizzard Entertainment pour corriger des bugs, améliorer l’équilibrage du jeu ou ajouter du contenu. Le patch 1.17 ajoutant par exemple deux nouveaux héros neutres : le seigneur de feu et l’alchimiste gobelin.
Le 19 septembre 2003, l’extension est publiée avec Warcraft III: Reign of Chaos sous la forme d’un coffret intitulé Warcraft III Battle Chest incluant également deux guide de jeux correspondants publiés par BradyGames.
The Frozen Throne est également disponible dans la collection Best Sellers Series.
Depuis mai 2008, le jeu est disponible en téléchargement digital sur la boutique en ligne de Blizzard Entertainment.

### Defense of the Ancients
Dès la sortie du jeu, Blizzard Entertainment met à disposition des joueurs l'éditeur de niveaux (Worldedit) ayant servi à l'élaboration de la campagne de Warcraft III. Celui-ci permet notamment aux joueurs de créer des cartes personnalisées dont le système de jeu diffère de celui de Warcraft III et qui peuvent être partagées via Battle.net. La mise à jours de l’éditeur de niveau et le contenu additionnel apporté par  The Frozen Throne offre de nouvelle possibilités aux développeurs de ces cartes permettant notamment d’importantes mise à jours de mods existants. Un des mods les plus populaires connus sous le nom de Defense of the Ancients fait ainsi l’objet de profondes améliorations qui contribuent à son succès, plus de dix millions de joueurs l’ayant essayé. Dans celle-ci, deux équipes de cinq joueurs (chaque joueur contrôlant un héros) s’affrontent dans le but de détruire un bâtiment situé dans la base adverse. Chaque base est défendue par des tours et des unités. Comme dans Warcraft III, les héros acquièrent de l’expérience leur permettant de gagner des niveaux pour se renforcer et apprendre de nouvelles capacités. Ces héros peuvent également ramasser ou acheter des objets qui améliorent leurs capacités ou leur octroient de nouveaux sorts. La popularité de Defense of the Ancients a notamment permis à ce dernier de faire partie des compétitions officielles des World Cyber Games et a inspiré un certain nombre de jeux développés par des studios professionnels comme Demigod, Heroes of Newerth ou League of Legends, ce dernier connaissant un important succès avec plus de 15 millions de comptes créés. Une suite, intitulée DotA 2 et développée par Valve Corporation, a été publié en 2013, Blizzard Entertainment ayant également annoncé un nouveau jeu basé sur son système de jeu intitulé Heroes of the Storm,.

## Développement
Le développement de The Frozen Throne commence peu de temps après la sortie de Reign of Chaos mais l’extension n’est annoncé que le 22 janvier 2003. Le 14 février de la même année, Blizzard Entertainment  effectue le lancement de la bêta test publique de l’extension qu’ils ouvrent d’abord à 10 000 personnes avant d’inviter 10 000 personnes supplémentaires le 10 mars,. L’extension passe finalement en gold le 29 mai 2003 avant d’être publié le 1er juillet 2003. Plusieurs mises à jour sont ensuite publiées par Blizzard Entertainment pour corriger des bugs et améliorer l’équilibrage du jeu, le patch 1.17 ajoutant notamment deux nouveaux héros neutres : le seigneur de feu et l’alchimiste gobelin.

## Accueil

### Ventes
The Frozen Throne  est très bien accueilli par les critiques et connait immédiatement un grand succès commercial avec plus d’un million de copies vendues moins de deux mois après sa sortie. D'après Blizzard Entertainment, le jeu a depuis dépassé les 3,5 millions de copies vendues.

### Récompenses
Le jeu est récompensé à plusieurs reprises en 2003 avec notamment les titres de « meilleur extension PC de l’année » et de « meilleur jeu de stratégie sur PC » décerné respectivement par la rédaction et les lecteurs du site GameSpot. Le magazine Macworld le place également dans son Hall of Fame en tant que meilleur extension pour l'année 2003 et lecteurs du magazine Computer Gaming World le placent deuxième dans le classement des meilleurs jeux PC de l'année.
Une des cartes du jeu apparaît à la troisième position du classement des meilleurs cartes multijoueurs de tous les temps publié par le site GamesRadar+.
Une des personnages du jeu, Arthas Menethil, y apparaît à la troisième position du classement des 25 meilleurs nouveaux personnages de la décennie publié par le site GamesRadar+.